# Robert Cole

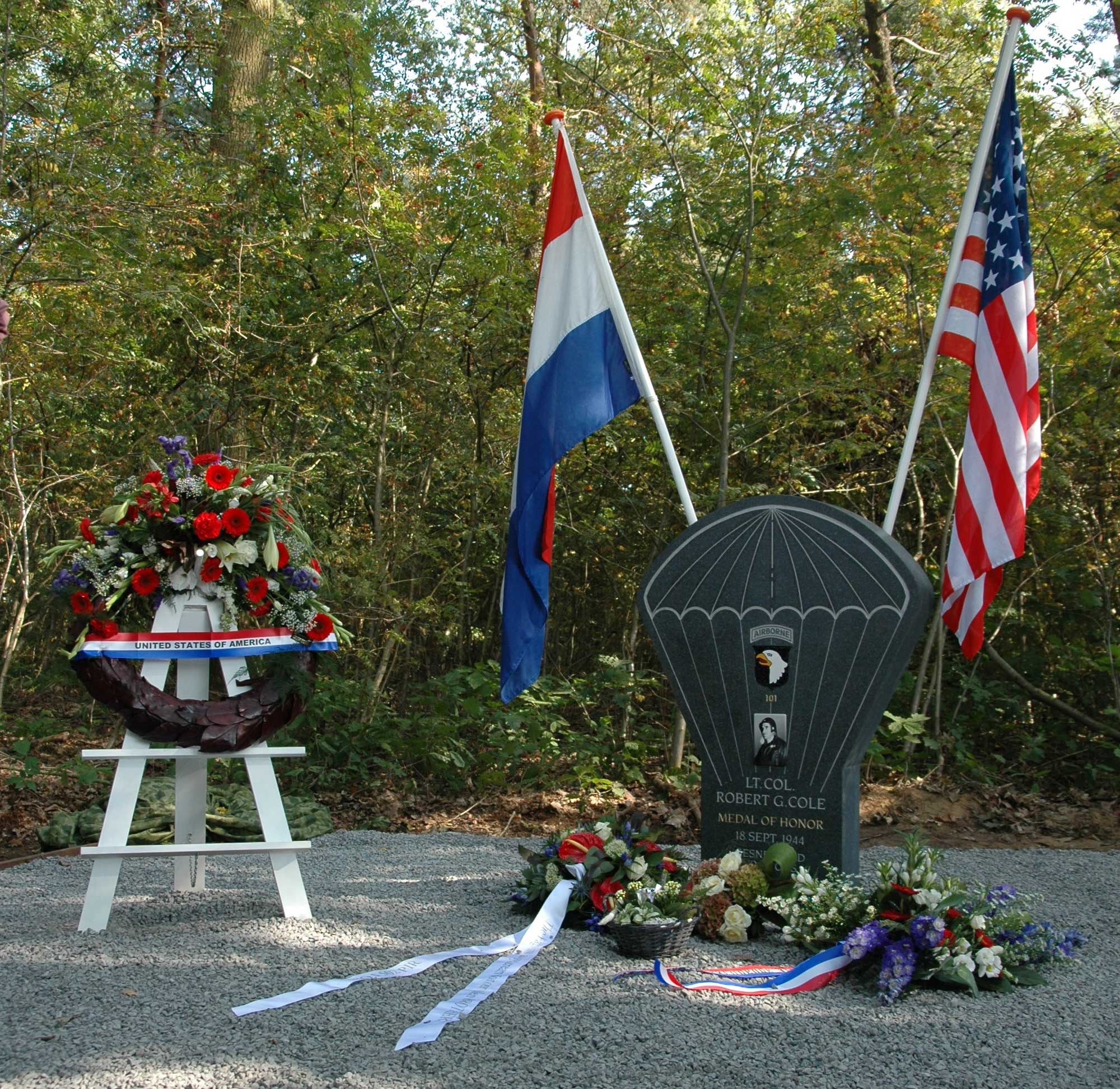
Monument voor Robert Cole in Best

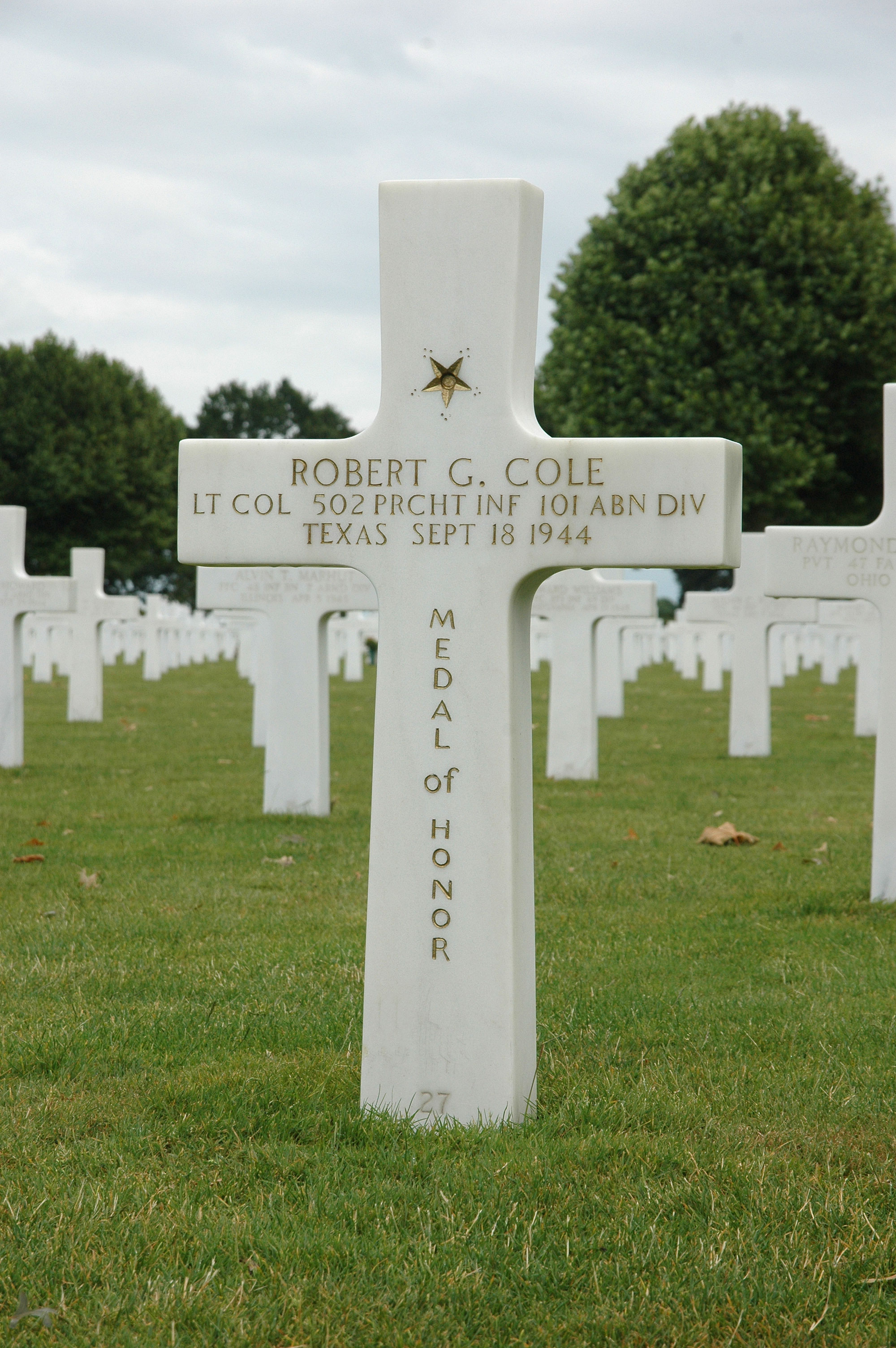
Het graf van Robert Cole op de Netherlands American Cemetery in Margraten

Robert George Cole (San Antonio (Texas), 19 maart 1915 – Best, 18 september 1944) was een luitenant-kolonel in het Amerikaanse leger. Hij kreeg de Medal of Honor voor zijn inzet in de dagen na D-Day tijdens de invasie in Normandië in de Tweede Wereldoorlog.

## Legercarrière
Cole was een zoon van kolonel Clarence F. Cole, legerarts, en Clara H. Cole. Hij voltooide in 1933 zijn opleiding aan de Thomas Jefferson High School in San Antonio en nam dienst in het Amerikaanse leger op 1 juli 1934. Op 26 juni 1935 werd hij eervol ontslagen zodat hij een benoeming aan de United States Military Academy in West Point kon aanvaarden.
Cole studeerde af in 1939 en ging terug naar huis en huwde Allie Mae Wilson. Hij kreeg de rang van tweede luitenant bij het 15e Infanterie in Fort Lewis, Washington in 1939, en daar bleef hij tot zijn overplaatsing naar het 501st Parachute Infantry Regiment in Fort Benning, Georgia, in 1941. In maart 1941 kreeg hij zijn jump wings.
Hij maakte snel promotie en op 6 juni 1944 had hij als luitenant-kolonel het commando over het 3e bataljon van het 502nd Parachute Infantry Regiment. Op die dag, D-Day, ging zijn eenheid voor het eerst het gevecht in.

## D-Day
Cole sprong met zijn eenheid af boven Normandië, tijdens de Amerikaanse luchtlandingen daar. Op de avond van 6 juni had hij 75 man bij elkaar. Zij veroverden Exit 3 in Saint-Martin-de-Varreville achter Utah Beach en verwelkomden in de duinen de mannen van de U.S. 4th Infantry Division die daar aan land kwamen. Het bataljon van Cole werd in reserve gehouden, en verdedigde daarna de rechterflank van de 101e Airbornedivisie bij hun pogingen de toegangswegen naar Carentan in te nemen.
In de namiddag van 10 juni leidde Cole 400 man van zijn bataljon over een lange weg zonder enige dekking, met moerasgebieden aan beide zijden. Aan de rechterzijde hadden Duitse troepen zich achter een haag ingegraven. Aan het andere eind van de weg bevond zich de laatste van de vier bruggen over de spoelvlakte van de rivier de Douve. Verderop lag Carentan, dat veroverd moest worden door de 101st om te zorgen voor aansluiting met de 29th Infantry Division die van Omaha Beach kwam.
Tijdens de opmars werd het bataljon voortdurend bestookt met artillerie, machinegeweren en mortieren. De opmars ging langzaam, met kruipen en sluipen, en het bataljon liep talrijke slachtoffers op. De overlevenden schuilden op het talud aan de andere kant van de weg.

De brug werd bijna geheel geblokkeerd door een Cointet-element ("Belgische poort"), en er kon maar een man tegelijk langs. Pogingen om een doorgang te forceren mislukten, en het bataljon bleef gedurende de nacht waar het was.
Gedurende de nacht waren Coles mannen blootgesteld aan granaatvuur van Duitse mortieren en aanvallen door twee vliegtuigen. Daardoor vielen meer slachtoffers en werd compagnie I buiten gevecht gesteld. De beschietingen namen af; een deel van de mannen passeerde het obstakel en nam posities in voor een aanval.
De Duitsers bleven alle pogingen weerstaan om voorbij de brug te komen, en het lukte niet om met artillerie de weerstand te breken. Cole vroeg om een rookgordijn rond de ingegraven Duitsers en beval een aanval met bajonetten, een zeldzaamheid in de Tweede Wereldoorlog.

Hij viel aan in de richting van de haag, waarbij aanvankelijk maar een klein deel van zijn eenheid hem volgde. De rest van het bataljon volgde toen ze zagen wat er gebeurde. Cole en zijn mannen gingen gevechten aan van dichtbij en van man tegen man. De Duitse overlevenden trokken zich terug, en leden nog meer verliezen bij de aftocht.
Voor de aanval, die bekend werd als Cole's Charge, werd een hoge prijs betaald: 130 van de 265 man werden slachtoffer. Omdat zijn bataljon uitgeput was, vroeg Cole het eerste bataljon hen te passeren en de aanval voort te zetten. Dat eerste bataljon had echter ook grote verliezen gehad bij het oversteken van de vierde brug, en zij namen posities in bij het derde bataljon in plaats van verder te gaan. De volgende dag werden daar, aan de rand van Carentan, zware tegenaanvallen gedaan door het Duitse 6e parachutistenregiment. Op het hoogtepunt daarvan, om ca. 7 uur 's avonds, slaagde Coles artilleriewaarnemer er ondanks stoorzenders in contact te maken, en zorgde voor geconcentreerde artilleriesteun waardoor de tegenaanvallen gebroken werden.
Op 12 juni om 2 uur 's nachts passeerde het 506th Parachute Infantry Regiment hun linies en veroverde heuvel 30, zuidelijk van Carentan.
Van daaruit bij daglicht werd noordwaarts Carentan aangevallen door drie regimenten, met voorop compagnie E van het 2e bataljon van het 506e regiment (bekend geworden als Band of Brothers).
Het Duitse 6e parachutistenregiment had vrijwel geen munitie meer en had de stad gedurende de nacht verlaten, met achterlating van een kleine achterhoede. Om half acht in de morgen was Carentan ingenomen.

## Overlijden
Op 17 september 1944 om 13.24 uur landden de eerste parachutisten van de 502nd PIR op dropzone B bij Son, als onderdeel van Market Garden. Cole's derde bataljon had een relatief makkelijke opdracht: de drop- en landingzone te beschermen voor de landingen die de komende dagen nog zouden volgen. Binnen 14 minuten na de landing werd H Company 502nd versterkt met een peloton van de 326th Airborne Engineers Battalion en een machinegeweer team van het Hoofdkwartier er op uitgestuurd om de brug bij Best veilig te stellen.
Binnen een paar uur had Cole zijn bataljon in stelling gebracht. Rond 18.00 uur kwamen er radio berichten binnen dat H-Company in de problemen was gekomen. Best werd sterker verdedigd dan van tevoren was bedacht met ruim duizend soldaten en diezelfde dag kwamen er nog versterkingen in de vorm van de 59th en 245th divisie en twee SS politiebataljons. Met ondersteuning van diverse 8,8cm- en 2cm-geschutstukken. H Company had zich moeten terugtrekken. Cole besloot direct zijn hele bataljon in de richting van Best te sturen. Op een kilometer verwijderd van Best, ter hoogte van de Schietbaanlaan, kwamen zij onder hevig Duits artillerie- en mortiervuur te liggen. Cole had moeite om zijn bataljon in positie te krijgen, de opmars werd gestaakt en zij begonnen zich aan de rand van het bos in te graven. 
Gedurende de nacht werden er patrouilles op uitgestuurd om H Company te lokaliseren. In de vroege ochtend van de 18de werden zij gevonden en sloten zij zich aan bij de verdedigingslinie van het derde bataljon. Captain Jones van H Company had zijn 2de peloton, waaronder Joe Mann, op de 17de naar de brug bij Best gezonden, maar hij had sindsdien niets meer van hen vernomen (hun radio was beschadigd geraakt door scherven van een granaat). 
Vanwege het aanhoudende artilleriegeschut trok het 3de bataljon zich verder terug in de bossen. Het tweede bataljon werd aan hun rechterzijde geplaatst en zou later in de ochtend een aanval inzetten op Best langs hun front. Ook de Duitse verdediging in Best ontving wederom versterking in de vorm van de 428st Flak Abteiling met nog eens zes extra 8,8cm-geschutstukken en nog eens 900 man uit diverse regimenten. 
De aanval van het 2de bataljon werd door de Duitsers afgeslagen, waarbij zij 20% van hun aantallen verloren, en zij trokken zich gestaag terug door de linie van het derde bataljon. Door de mislukte aanval van het 2de bataljon ontstond er een groot gat in de verdediging van de drop- en landingzone. Ook de linie van Cole's bataljon had zich door het aanhoudende artillerievuur breed verspreid, waardoor kleine groepen Duitsers dicht bij de verdedigingslijnen van de 502nd konden komen. 
Robert Cole besloot een luchtaanval aan te vragen om de Duitsers enigszins terug te dringen. Er stond om 13.00 uur een Gliderlanding gepland en deze werd beschermd door een aantal P-47 Thunderbolts.  Zijn radio operator en beste vriend Tech/5 Robert E. Doran belde het verzoek in. Cole verliet hun schuttersput om zijn beslissing te delen met Majoor John Stopka. Hij was nog maar net weg toen vlakbij een mortier insloeg en Robert Doran op slag doodde. Cole kwam kort daarna terug en moest het bloed van zijn beste vriend van de radio afvegen, die gelukkig nog werkte. 
Om 13.30 uur kwamen er vijf P-47's boven het gebied, maar zij schoten per ongeluk allereerst op de Amerikaanse lijnen. Majoor Stopka die dichtbij de rand was begon direct met andere soldaten oranje panelen te plaatsen in het weiland voor de bosrand. Cole riep Stopka terug en stapte zelf het weiland in om de panelen te positioneren. Het signaal kwam over en de P-47's begonnen zich te richten op de Duitse linie. Een van de vliegtuigen maakte een ronde over het veld. Cole keek de lucht in en hield zijn hand boven zijn ogen om het vliegtuig te zien. Op dat moment werd er een schot gelost, uit een boerderij aan de Sonseweg op een afstand van zo'n 325 meter. Cole werd in de zijkant van zijn hoofd geraakt en was op slag dood.   
Lt. Col Robert G. Cole ligt begraven op de Netherlands American Cemetery and Memorial in Margraten, Blok 5, rij 15, graf 27.Tech/5 Robert E. Doran ligt daar eveneens begraven, blok 5, rij 5, graf 19.

## Eerbetoon
Cole werd voorgedragen voor een Medal of Honor voor de bajonetaanval op 11 juni bij Carentan. Deze werd hem twee weken na zijn dood toegekend. Zijn moeder nam de postume onderscheiding in ontvangst, in aanwezigheid van zijn weduwe en tweejarige zoon. Dat gebeurde op de paradeplaats waar Cole als kind had gespeeld, in Fort Sam Houston.
De Robert G. Cole High School in Fort Sam Houston en een woonwijk, Cole Park, in Fort Campbell in Kentucky, zijn genoemd naar Cole.
Op 18 september 2009 werd op de hoek Sonseweg-Schietbaanlaan in Best, vlak bij de plek waar hij sneuvelde, een monument voor Cole onthuld. Dit gebeurde door zijn zoon, in aanwezigheid van zowel tegenwoordige soldaten als veteranen van de 101e Airbornedivisie.

## Militaire loopbaan
|  | Second Lieutenant, United States Army: 1939  |
|  | First Lieutenant, United States Army:        |
|  | Captain, United States Army:                 |
|  | Major, United States Army:                   |
|  | Lieutenant Colonel, United States Army: 1944 |

## Decoraties
- Medal of Honor
- Purple Heart